# Anochetus variegatus
Anochetus variegatus é uma espécie de formiga do gênero Anochetus, pertencente à subfamília Ponerinae.